# Ring Fit Adventure
Ring Fit Adventure ist ein Exergaming-Rollenspiel, das von Nintendo entwickelt wurde und am 18. Oktober 2019 für die Nintendo Switch erschienen ist. Das Spiel wird mit einem Ring-Con, einem Pilates-Ring, an dem ein Joy-Con angebracht werden kann, und einem Beingurt, dem ein weiterer Joy-Con eingeschoben werden kann, gesteuert.

## Spielprinzip
Ring Fit Adventure enthält sowohl einen Story- als auch einen Minispielmodus. Der Storymodus präsentiert sich in Form eines Rollenspiels mit linearen Leveln. Um sich in einem Level zu bewegen, joggt der Spieler auf der Stelle; und durch Zusammenpressen des Ring-Cons wird gesprungen. In den Leveln befinden sich Gruppen von Monstern, die besiegt werden, indem man sie mit einem auswählbaren Satz von Übungen attackiert. Durch die verschiedenen Übungen wird im Verlauf des Spieles rotiert, indem nach und nach stärkere Versionen von ihnen freigeschaltet werden. Mit der zunehmenden Stärke der Gegner müssen somit entweder leichtere Übungen viel häufiger ausgeführt oder gegen die neuen stärkeren ausgetauscht werden. Über die Gyrosensoren der Joy-Con wird überprüft, ob die Übungen korrekt ausgeführt werden (z. B. ob die Squats tief genug sind oder ob der Ring lange genug zusammengedrückt wird). Werden sie nicht korrekt ausgeführt, erleiden die Monster weniger Schaden. Das Spiel bietet eine Mischung aus Muskel- und Ausdauertraining. Ein in 30 Stufen auswählbarer Schwierigkeitsgrad bestimmt dabei Parameter wie die Anzahl der Wiederholungen.
Das Spiel verfügt über einen leisen Modus. Dabei wird das Laufen auf der Stelle durch leichte Kniebeugen ersetzt. Durch die Wahl des Übungssatzes kann man zudem laute Übungen oder Bodenübungen aus dem Training herauslassen.

## Rezeption
Ring Fit Adventure erhielt größtenteils positive Bewertungen. Auf Metacritic hat das Spiel – basierend auf 45 Rezensionen – eine Wertung von 83 %.

„Das sportliche Adventure-Spiel bietet viel Spaß und kommt im Vergleich zu ‚Wii Fit‘ näher an ein echtes Gaming-Erlebnis heran. Der Abenteuer-Modus motiviert dazu, dranzubleiben, man merkt gar nicht, wie sehr man ins Schwitzen gerät. Tricksen kann man bei den Übungen kaum, da Ring-Con und Beingurt die Bewegungsabläufe und die Geschwindigkeit recht genau erkennen.Immer wieder erinnert das Spiel an eine korrekte Haltung und Ausführung der Übungen. Dennoch verliert man durch das Spielerlebnis schnell mal die Konzentration auf den eigenen Körper.“

„Ich würde nicht so weit gehen und sagen, dass es eine hundertprozentige Alternative zum Gang ins Fitnesstudio ist, aber es ist eine gute Ergänzung dazu, wenn ihr nicht jeden Tag dorthin geht. Oder wenn ihr in eurem Alltag ein wenig spielerische Bewegung haben möchtet und – aus welchen Gründen auch immer – nicht ins Studio möchtet. Und wer weiß, unter Umständen bringt euch das Spiel ja dazu, sportlich aktiver zu sein? Wer es ernst nimmt und richtig spielt, spürt es am nächsten Tag definitiv in seinen Muskeln.“

„Ring Fit Adventure ist ein tolles Fitness-Spiel, das mich als Sportmuffel vor allem durch seinen liebevoll gestalteten Abenteuermodus und die lustigen Minispiele motivieren konnte. Die Erfassung der Joy-Cons [sic] funktioniert einwandfrei, lediglich manchmal werden fehlerhaft ausgeführte Übungen nicht erkannt. Der Ring-Con liegt wunderbar in der Hand und bietet auf allen Fitnessstufen genügend Herausforderung.“

### Verkaufszahlen
Bis zum 30. Juni 2021 konnte sich Ring Fit Adventure weltweit über 11,26 Millionen Mal verkaufen und ist damit einer der meistverkauften Titel für die Plattform. Bis 31. März 2022 stiegen die Verkaufszahlen auf 14,09 Millionen an. Stand Juni 2022 wurde das Spiel 14,54 Millionen Mal verkauft.

### Auszeichnungen
Ring Fit Adventure wurde bei den The Game Awards 2019 für die Kategorie „Best Family Game“ nominiert.